# Bacillus thuringiensis
Bacillus thuringiensis — грам-позитивна ґрунтова бактерія роду Bacillus. Крім того, B. thuringiensis також зустрічається у природі в гусіні деяких метеликів і самих метеликах, також як і на поверхні рослин.
B. thuringiensis був виявлений у 1901 році в Японії Ішаватою в 1911 і в Німеччині Ернстом Берлінером, який виявив хворобу під назвою Schlaffsucht в гусені борошняного метелика. B. thuringiensis близько пов'язаний з B. cereus, ґрунтовою бактерією, і B. anthracis, збудником сибірки: ці три організми тільки відрізняються своїми плазмідами. Подібно до інших органів роду, всі три — аероби, здібні до створення ендоспор.
Під час споруляції, B. thuringiensis формує кристали пептидних δ-ендотоксинів — інсектицидів (Cry токсини), які кодуються геном cry. Токсини Cry специфічно діють проти видів рядів Лускокрилі (метелики), Двокрилі (комарі і мухи) і Жорсткокрилі (жуки). Тому, B. thuringiensis використовується замість інсектицидів в біологічній боротьбі зі шкідниками та служить важливим резервуаром генів токсинів Cry для виробництва біологічних інсектицидів і стійких до комах генетично змінених рослин.
Ген ґрунтової бактерії бацилюс тюрінгієнзіс вживляють (трансплантують) різними методами в ДНК картоплі для її модифікації.